# W Volantis
W Volantis är en kortperiodisk förmörkelsevariabel av Algol-typ (EA/AR), av undervariant AR Lacerate-typ  i stjärnbilden Flygfisken.
Stjärnan har en visuell magnitud som varierar mellan +10,6 och 11,8 med en period av 2,75815 dygn.